# Кологривовы
Кологривовы (Кологривово) — древний дворянский род немецкого происхождения..
Род внесён в Бархатную книгу. При внесении рода в Бархатную книгу было предоставлено три родословные росписи: Мироном, Лукьяном и Андреем Кологривовыми (декабрь 1685 - январь 1686).
Род Кологривовых внесён в VI, II и III части родословной книги Московской, Рязанской, Орловской, Воронежской, Калужской, Курской и Пензенской губерний.

## Происхождение и история рода
Происходит от "мужа честна" Ратши, потомок которого Тимофей Васильевич Пушкин имел сына Ивана  по прозванию Кологрив (10-е колено).

## Известные представители
- Кологривов Василий-Никита Семёнович — убит при взятии Казани (1552), его имя записано в синодик Московского Успенского собора на вечное поминовение.
- Кологривов Иван Семёнович — воевода ертаульского полка в Казанском походе (1544).
- Кологривов Иван Петрович — воевода в Стародубе (1616—1617), Одоеве (1619), Кетском остроге (1625—1627).
- Кологривов Фёдор — воевода в Ряжске (1602).
- Кологривов Фёдор Васильевич — голова, воевода в Валуйках (1603).
- Кологривов Григорий Александрович — воевода в Стародубе (1604), воевода под Тулой против мятежников (1607).
- Кологривов Лаврентий Александрович — воевода в Ряжске (1616—1617), Владимире на Клязьме в (1618—1619),  Можайске (1620).
- Кологривов Иван — воевода в Пустозерском остроге (1620—1622), Перми (1627).
- Кологривовы: Матвей Иванович Меньшой, Лаврентий Андреевич, Семён Иванович. Фёдор Афанасьевич —  стольники патриарха Филарета (1627—1629).
- Кологривовы: Андрей Иванович, Андрей Лаврентьевич, Афанасий Евстратьевич, Иван Дмитриевич, Лаврентий и Михаил Александровичи, Лев и Никифор Андреевич, Иван и Постник Петровичи — московские дворяне (1640—1692).
- Кологривов Александр Фёдорович — воевода в Лихвине (1634).
- Кологривов Лаврентий Андреевич — патриарший стольник (1629), судья холопьего приказа (1639), дворянин московский в 1640—1657 г.
- Кологривов Яков Петрович — московский дворянин (1627—1668), воевода в Калуге (1651), походный московский дворянин царицы Натальи Кирилловны (1676—1677).
- Кологривов Мирон Лаврентьевич — стольник, воевода в Глухове (1668), Сургуте (1673—1676).
- Кологривовы: Максим Никифорович, Иван Миронович, Мирон Лаврентьевич, Прокофий Афанасьевич — стольники (1671—1692).
- Кологривов Лукьян Никифорович — стольник царицы Натальи Кирилловны (1671—1676), стольник (1677—1692).
- Кологривов Григорий Афанасьевич — стольник царицы Прасковьи Фёдоровны (1671—1676), стольник царицы Натальи Кирилловны (1676), стольник (1677—1696).
- Кологривов Борис Аристархович — комнатный стольник царя Ивана Алексеевича (1676—1692).
- Кологривов Иван Никифорович — стольник (1671), стольник царицы Натальи Кирилловны (1676—1680), стольник (1680—1692), воевода в Кунгуре  (1687—1689).
- Кологривов Максим — стольник, воевода в Саратове (1688)[7][8].
- Юрий Иванович Кологривов (1680 или 1685—1754) — денщик Петра I, дипломат, агент по найму мастеров и покупке художественных произведений в Европе для русского двора, архитектор
- Александр Михайлович Кологривов — рязанский губернатор (1780—1794)
- Кологривов Иван Семёнович — член совета министра путей сообщения
- Кологривов Пётр Александрович (1770—1852) — кавалергардский полковник, крупный помещик.
- Андрей Семёнович Кологривов — генерал от кавалерии, кавалер ордена Святого Георгия 3-й степени в 1808 г[1].
- Алексей Семёнович Кологривов — генерал-майор
- Дмитрий Михайлович Кологривов — обер-церемониймейстер
- Василий Алексеевич Кологривов (1827—1874) — музыкальный деятель, один из учредителей Русского музыкального общества.

## Описание гербов

#### Герб Кологривовых 1785 г.
В Гербовнике Анисима Титовича Князева 1785 года имеется изображение печати с гербом рязанского гражданского губернатора при Екатерине II, действительного статского советника Алексея Михайловича Кологривова: в щите, разделённом крестообразно на четыре части, посредине, находится малый щиток, в красном поле которого изображена шестиконечная серебряная звезда, а под ней серебряный же полумесяц, рогами обращённый кверху (польский герб Лелива). В первой части щита, в золотом поле, золотая же дворянская корона. Во второй части, в синем поле, выходящая из облака, согнутая рука в чёрном, с саблею, остриём вверх (польский герб Малая Погоня). В третьей части, в серебряном поле, серый одноглавый орёл, обращённый вправо, с распростёртыми крыльями. В четвёртой части, в зелёном поле, стоящая серая птица, головою обращенная вправо. Щит увенчан коронованным дворянским шлемом, без шейного клейнода. Нашлемник: пять страусовых пера. Цветовая гамма намёта не определена.

#### Герб. Часть IV. № 23.
В щите, разделённом на четыре части, посредине находится малый красный щиток, в коем изображены
золотая шестиугольная Звезда, а под оною того же металла Полумесяц, рогами вверх обращённый. В первой части в золотом поле означена Держава.
Во второй в голубом поле выходящая из облака рука в серебряных Латах с Саблею. В третьей в зелёном поле, стоящая на земле Птица имеет под ногами серебряного Змия. В четвёртой части в серебряном поле виден чёрный одноглавый Орёл.
Щит увенчан дворянскими шлемом и короной. Нашлемник: пять страусовых перьев. Намёт на щите золотой, подложенный голубым. Герб рода Кологривовых внесён в Часть 4 Общего гербовника дворянских родов Всероссийской империи, стр. 23.

## Геральдика
Иконографически и семантически герб Кологривовых восходил к более ранним гербам Мусиных-Пушкиных и Бутурлиных. Помещенный в центральном щитке эмблемы представляют собой польский герб Лелива (шестиугольная звезда, над которой обращенный рогами вверх полумесяц), заимствованный, возможно, из герба Каменских.
Герб Кологривовых использовался на надгробиях членов рода, в частности, на памятнике отставного капитана лейб-гвардии Измайловского полка Михаила Алексеевича Кологривова (1719—1788) и его жены Александры Александровны (урожденной Хитрово (1736—1796), на кладбище Донского монастыря в Москве.